# ASKÖ Köttmannsdorf
Der Sportverein ASKÖ Köttmannsdorf ist ein Sportverein unter dem Dach der ASKÖ in der Gemeinde Köttmannsdorf.
Der Verein unterhält die Sektionen Fußball, Fitsport, Stocksport und Tennis. Die Fußballer spielen derzeit in der Kärntner Landesliga und erreichten die 1. Hauptrunde des ÖFB-Cup 2015/16, ÖFB-Cup 2019/20 und ÖFB-Cup 2022/23.

## Bekannte Spieler
- Stephan Bürgler
- Markus Pink
- Peter Pucker
- Christian Sablatnig
- Alexander Schenk
- Christian Schimmel
- Richard Huber